# Let's Go (ウルフルズのアルバム)
『Let's Go』（レッツ ゴー）は、ウルフルズ4枚目のアルバム。1997年3月26日発売。発売元は東芝EMI。

## 解説
『Let's Go』発売後『ウルフルズA・A・Pのテーマ』のシングルカットが予定されMVも制作されたがシングルの発売は白紙になった。MVはリサ・ステッグマイヤーが出演とパパイヤ鈴木がエキストラで出演。
『年齢不詳の妙な女』に奥田民生、井上陽水がアコースティック・ギターで参加。
『それが答えだ!』はMVと同バージョン。後のベスト盤ではこちらが収録されている。
当時の雑誌広告に「本作には「コマソンNo.1」は収録されておりません」と記載あり。

## 演奏
- トータス松本 - ボーカル・ギター・ハーモニカ
- ジョン・B・チョッパー - ベース・コーラス
- サンコンJr. - ドラムス・コーラス
- ウルフルケイスケ - ギター・コーラス
- 木原龍太郎：キーボード (#1.11)
- 柴田俊文：キーボード (#2.3.4.6.8.9)
- 三沢またろう：パーカッション (#1)
- 橋田正人、木村誠：パーカッション (#2)
- 真城めぐみ：コーラス (#3)
- サイトウ・キネン・バンド：ストリングス (#9)
- 井上陽水、奥田民生：アコースティックギター (#9)
- 石川鉄男：マニピュレーター

## 収録曲
全曲　作詞・作曲：トータス松本、編曲：ウルフルズ、吉田建（特記以外）
| #         | タイトル                                | 作詞         | 作曲         | 編曲                                               | 時間  |
| --------- | --------------------------------------- | ------------ | ------------ | -------------------------------------------------- | ----- |
| 1.        | 「ウルフルズA・A・Pのテーマ」           | トータス松本 | トータス松本 | 吉田建、太田要、ウルフルズ                         | 4:30  |
| 2.        | 「ハートに突きさされ」                  | トータス松本 | トータス松本 | 吉田建、ウルフルズ                                 | 3:35  |
| 3.        | 「それが答えだ!」(アルバム・バージョン) | トータス松本 | トータス松本 | 吉田建、ウルフルズ                                 | 5:04  |
| 4.        | 「おやすみ東京」                        | トータス松本 | トータス松本 | 吉田建、ウルフルズ                                 | 4:23  |
| 5.        | 「Give Me,チャンスをくれよ」            | トータス松本 | トータス松本 | 吉田建、ウルフルズ                                 | 2:52  |
| 6.        | 「Let's Go Monday」                     | トータス松本 | トータス松本 | 吉田建、ウルフルズ                                 | 3:26  |
| 7.        | 「ツギハギブギウギ'97」                 | トータス松本 | トータス松本 | 吉田建、ウルフルズ                                 | 3:30  |
| 8.        | 「反省なんかしない」                    | トータス松本 | トータス松本 | 吉田建、ウルフルズ                                 | 3:57  |
| 9.        | 「年齢不詳の妙な女」                    | トータス松本 | トータス松本 | 吉田建、ウルフルズ、ストレングスアレンジ：斎藤ネコ | 4:44  |
| 10.       | 「早いとこ去れ」                        | トータス松本 | トータス松本 | 吉田建、ウルフルズ                                 | 3:21  |
| 11.       | 「そら」(アルバム・バージョン)          | トータス松本 | トータス松本 | 吉田建、ウルフルズ                                 | 4:23  |
| 合計時間: | 合計時間:                               | 合計時間:    | 合計時間:    | 合計時間:                                          | 43:45 |